# Onciale 088
- Papyrus
- Onciale
- Minuscules
- Lectionnaire

Le Codex 088, portant le numéro de référence  088 (Gregory-Aland), α 1021 (Soden), est un manuscrit du parchemin du Nouveau Testament en écriture grecque onciale.

## Description
Le codex se compose de 2 folios. Il est écrit sur deux colonnes, avec 24 lignes par colonne. Les dimensions du manuscrit sont 23.5 cm x 20 cm. Les paléographes datent ce manuscrit du Ve siècle (ou VIe siècle). C'est un palimpseste, le supérieur texte est Géorgien au Xe siècle,.
Le manuscrit a été examiné par Constantin von Tischendorf, et Kurt Treu.
Contenu
C'est un manuscrit contenant le texte du 1 Cor. 15,53-16,9 et Épître à Tite 1,1-13. 
Texte
Le texte du codex représenté type alexandrin. Kurt Aland le classe en Catégorie II. 
Lieu de conservation
Le codex est actuellement conservé à la Bibliothèque nationale russe (Gr. 6, II) à Saint-Pétersbourg,.